# Ficus rubrocuspidata
Ficus rubrocuspidata är en mullbärsväxtart som beskrevs av Edred John Henry Corner. Ficus rubrocuspidata ingår i släktet fikonsläktet, och familjen mullbärsväxter. Inga underarter finns listade i Catalogue of Life.